# Brug 2316
Brug 2316 is een bouwkundig kunstwerk in Amsterdam Nieuw-West.
De voet- en fietsbrug is gelegen aan het eind van de Noorderakerweg in de Middelveldsche Akerpolder. Dit gebied was tot in ver in de jaren tachtig agrarisch gebied en de Noorderakerweg liep hier dood op het dijklichaam behorende bij de Ringvaart Haarlemmermeer. Op die dijk lag een soort zandpad voor langzaam verkeer, dat later langzaamaan werd vrijgemaakt voor voetgangers en fietsers (Zwarte Pad, dat in 1998 haar naam kreeg), zodat een doorgaande route ontstond. Met de komst van de bebouwing in de Middelveldsche Akerpolder werden er om de diverse woonwijken ringsloten gegraven voor de afwatering. Daarbij werd een doorbraak gemaakt op de plek waar weg en dijklichaam elkaar ontmoetten. Om de verbinding te herstellen werd brug 2316 neergelegd, de brug dateert uit de jaren rond 2000. De brug is eenvoudig qua opzet. Ze steunt in wezen alleen op de houten brugpijlers met jukken. Daarop liggen houten liggers, die de houten planken dragen. Daarop staat een eenvoudige balustrade. De brug ligt tussen stroken met riet en een aantal knotwilgen.
De brug maakt deel uit van een serie bruggen (brug 2317, 2319, 2320) in dezelfde buurt.